# Daniela Held
Daniela Held (* 16. Januar 1978 in Pegnitz) ist eine deutsche Fußballspielerin und -trainerin.

## Karriere
Held war Spielerin beim SV Bieberbach, dem TSC Pottenstein, der SpVgg Hausen, dem RSV Drosendorf und dem 1. FC Nürnberg. Sie bestritt im Anschluss von 2004 bis 2009 104 Erst- und Zweitligaspiele für den TSV Crailsheim, dabei gelangen ihr drei Treffer. Im Sommer 2009 wechselte Held zum damaligen Bayernligisten ETSV Würzburg, mit dem sie in den Jahren 2010 und 2011 in die Regional- bzw. zweite Bundesliga aufsteigen konnte. In der Saison 2011/12 war sie Kapitän und Stammspielerin ihres Vereins und stand in allen 22 Ligaspielen in der Startformation Würzburgs. Im Sommer 2012 wechselte Held zum damaligen Landesligisten SpVgg Greuther Fürth. Mit den Fürtherinnen gelang ihr zunächst der Aufstieg in die Bayernliga, nach der Saison 2016/17 folgte der Aufstieg in die Regionalliga-Süd, aus der die SpVgg Greuther Fürth allerdings direkt wieder abstieg.
Mit Beginn der Saison 2018/19 übernahm Daniela Held den Posten der Co-Trainerin unter dem neuen Trainer Peter Hirschberger. Als dieser im November 2018 zurücktrat, übernahm Held dessen Amt bis zum Ende der Saison. Sogar auf den Platz kehrte Held noch einmal zurück, allerdings in ungewohnter Rolle: Im BFV-Pokalspiel gegen den 1. FC Nürnberg streifte sich Held für die letzten 12 Minuten das Torwarttrikot über, nachdem sich die eigentliche Torhüterin verletzt hatte.
Nach diesem Jahr pausierte Held zunächst, ehe sie schließlich doch wieder als Spielerin der 2. Mannschaft der SpVgg Erlangen die Fußballschuhe schnürte.